# Antonín Uhlíř
Antonín Uhlíř (18. června 1882 Černilov – 23. listopadu 1957 Praha) byl český sociolog a československý politik; meziválečný poslanec Národního shromáždění za Československou stranu národně socialistickou.

## Biografie
Antonín Uhlíř pocházel z relativně chudé rodiny, ale i tak se mu dostalo dobrého vzdělání, které započal na gymnáziu ve Dvoře Králové, kde v roce 1903 odmaturoval. Následně se mezi léty 1903 a 1907 věnoval studiu filosofie a filologie. Studium ovšem ukončil při svém pobytu v Sorbonně, kde byl žákem představitelů Durkheimovské sociologické školy. 
Před první světovou válkou patřil do skupiny realistů. V jejich rámci se od roku 1912 podílel na činnosti formace nazvané Československá strana pokroková. Byl sociologem. Po vzniku ČSR patřil mezi přední ideology národních socialistů. Na stranickém sjezdu roku 1924 přednesl referát na téma Program kulturně-politický.
V letech 1918-1920 zasedal v Revolučním národním shromáždění za Československou stranu pokrokovou.
V parlamentních volbách v roce 1920 získal za Československou stranu socialistickou (pozdější národní socialisté) poslanecké křeslo v Národním shromáždění. Mandát v parlamentních volbách v roce 1925 obhájil. V letech 1929–1936 působil jako místopředseda Mezinárodní ententy radikálních a podobných demokratických stran, mezinárodní internacionály, ve které působili např. českoslovenští národní socialisté či francouzská Republikánská, radikální a radikálně socialistická strana.
Podle údajů k roku 1925 byl povoláním profesorem v Praze. Vyučoval na Československé obchodní akademii v Praze. V rámci sociologického bádání měl blízko k teoriím Émila Durkheima. Napsal četné sociologické a filozofické studie.

## Dílo
- Ethika I. Úvod do ethiky. Praha: Nakladatelství a tiskárna Josef R. Vilímek, ???.